# Buffalo (Teksas)
Buffalo – miasto w Stanach Zjednoczonych, w stanie Teksas, w hrabstwie Leon.